# Marcaria
Marcaria est une commune italienne de la province de Mantoue, dans la région lombarde.

## Administration
| Période                                  | Période | Identité | Étiquette | Qualité |
| ---------------------------------------- | ------- | -------- | --------- | ------- |
|                                          |         |          |           |         |
| Les données manquantes sont à compléter. |         |          |           |         |

### Hameaux
Campitello, Canicossa, Casatico, Casazze, Cesole, Cimbriolo, Gabbiana, Ospitaletto Mantovano, Pilastro, San Michele in Bosco

### Communes limitrophes
Acquanegra sul Chiese, Borgoforte, Bozzolo, Castellucchio, Curtatone, Gazoldo degli Ippoliti, Gazzuolo, Redondesco, San Martino dall'Argine, Viadana